# Borophaginae
A Borophaginae a kutyafélék kihalt alcsaládja, melyet „csontroppantó kutyák”-nak hívnak magyarul. A mai Észak-Amerika területén éltek, az oligocéntől a pliocénig, nagyjából 36 millió éve jelentek meg és 2,5 millió éve haltak ki.

## Származásuk
A Hesperocyoninae alcsaládból alakultak ki. A legkorábbi és legprimitívebb Borophaginák az Archaeocyon nemzetség tagjai voltak. Ezekből az apró, rókaszerű lényekből hamar a valaha élt legnagyobb kutyafélékké fejlődtek.

## Fajok
66 azonosított Borophagina faj van. A legtöbb faj 28 millió éve élt. A „csontroppantó” nevet az erőteljes állkapcsuk, fogaik és hiénaszerű kinézetük miatt kapták. Valószínűleg koruk csúcsragadozói voltak egészen a macskafélék amerikai megjelenéséig.
A legismertebb képviselője a fajnak az Epicyon haydeni, mely a legnagyobb valaha élt kutyaféle címet viseli. Marmagassága 95 cm volt, és 12-5 millió éve élt Észak-Amerikában. Hatalmas mérete miatt lesből támadott prédájára, hosszabban nem üldözött.

## Kihalásuk
Valószínűleg a macskafélék észak-amerikai térhódítása okozta a kihalásukat, hiszen a szintén lesből támadó nagyobb macskafélékkel szinte teljes volt az ökológiainiche-átfedés. A macskafélék a visszahúzható karmaik miatt jobb lesből támadó ragadozók voltak. A klímaváltozás miatt az erdők helyét átvették a füves puszták, amik növelték azt a távolságot, amin belül a Borophaginák meg tudták közelíteni a prédájukat. A préda üldözésében a kisebb termetű Caninae (valódi kutyák) alcsalád voltak jobbak, így ez a kompetíció is hozzájárult a kihalásukhoz.